# Viola reichenbachiana

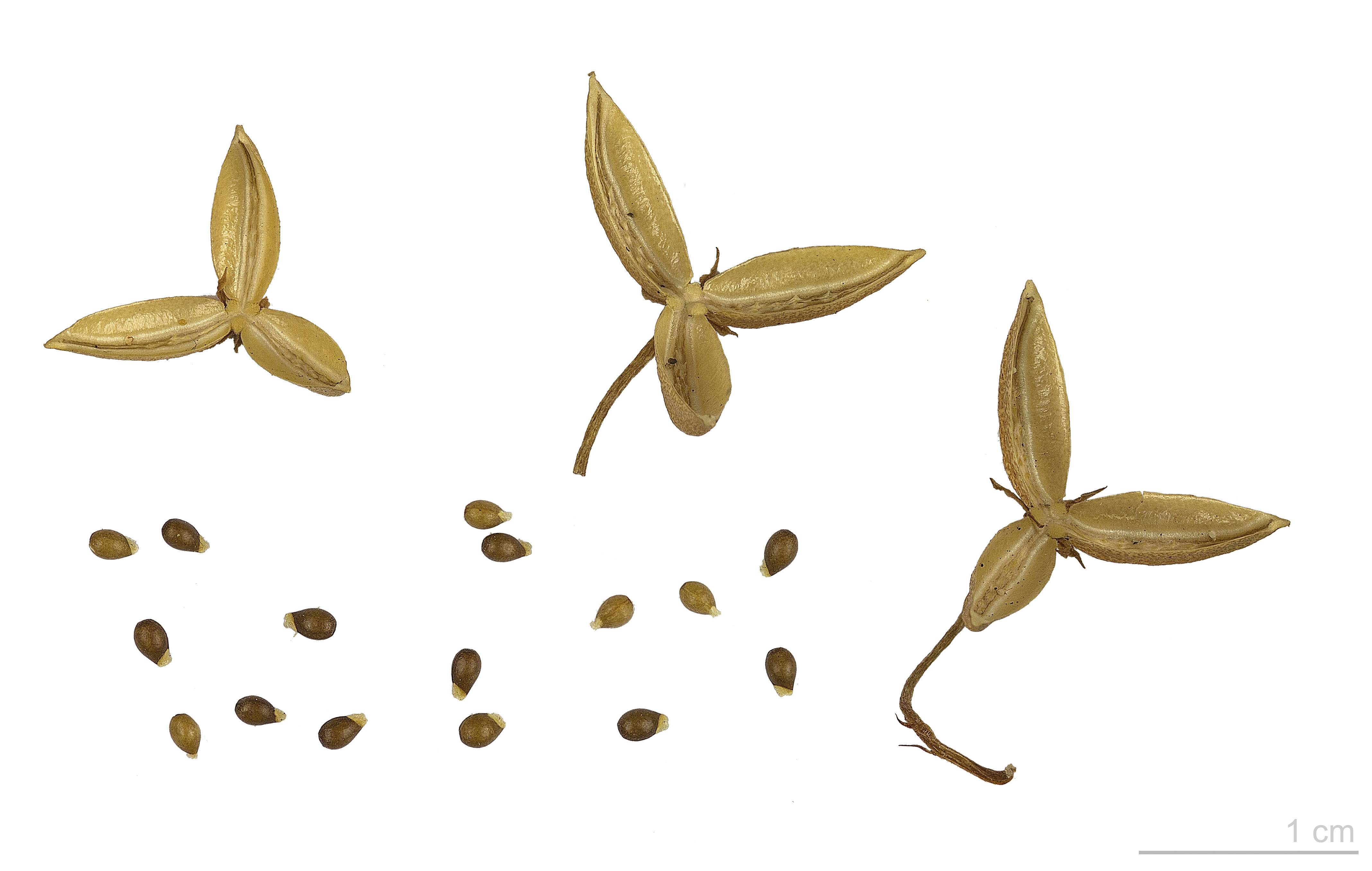
Viola reichenbachiana - MHNT

Viola reichenbachiana es una especie de la familia de las violáceas.

## Descripción
Hierba perenne de tallos erectos de hasta 15 cm y roseta basal de hojas. Hojas acorazonadas, aproximadamente igula de largo que de ancho: estípulas  de hojas caulinares estrechamente lanceoladas, ampliamente laciniadas. Flores violeta de 1,2-1,8 cm, de pétalos estrechos y espolón delgado, recto, violeta oscuro, de hasta 6 mm. Florece en primavera.

## Distribución y hábitat
Extendida por Europa. En España en melojares. Habita en bosques, setos, lugares arenosos. 

## Taxonomía
Viola reichenbachiana fue descrita por Jordan ex Boreau y publicado en Fl. Centre France ed. 3, 2: 78, en el año 1857.
Sinonimia
- Viola sylvestris Lam.[3]